# Pere Aparici i Ortiz
Pere Aparici i Ortiz (Aielo de Malferit, Vall d'Albaida, 1762 – València, 25 de juliol de 1829) fou un jurista i polític valencià. Exercí com a advocat dels Reials Consells del Col·legi de València i com a Relator a la Reial Audiència de València.
Fou elegit diputat propietari a les Corts de Cadis en substitució de Josep Caro i Sureda el 6 de febrer de 1811. Era partidari de l'abolició del règim feudal i dels vestigis del feudalisme però alhora defensava el manteniment de la Inquisició com a defensa de l'autoritat dels bisbes. Va formar part de la comissió de Poders, de la comissió de Supressió d'ocupacions, i de la comissió encarregada d'estendre el decret que abolia les senyories. Fou un dels signants de la Constitució espanyola de 1812. també exercí com a secretari de les Corts, on es va relacionar amb els liberals, fins que es va donar de baixa el setembre de 1813.